# Göttingen (Lahntal)
Göttingen ist ein Ortsteil der Gemeinde Lahntal im mittelhessischen Landkreis Marburg-Biedenkopf.

## Geographie
Der Ort liegt am östlichen Ende des Gemeindegebietes an der Wetschaft, die knapp einen Kilometer südlich in die Lahn mündet. Im Dorf treffen sich die Bundesstraße 62 und die Bundesstraße 252. Am südlichen Ortsrand verläuft die Obere Lahntalbahn.

## Geschichte

### Ortsgeschichte
Die älteste bekannte schriftliche Erwähnung von Göttingen erfolgte unter dem Namen Gytthingen im Jahr 1300. Schon im Mittelalter war Göttingen ein Verkehrsknotenpunkt. Durch den Ort führte die Handelsstraße von Bremen nach Frankfurt am Main. Die ehemalige Schule ist ein altes Fachwerkhaus.
Zum 1. Juli 1974 wurde die bis dahin selbständige Gemeinde Göttingen im Zuge der Gebietsreform in Hessen kraft Landesgesetz in die Gemeinde Lahntal eingegliedert. Für Göttingen wurde, wie für die übrigen ehemals eigenständigen Gemeinden von Lahntal, ein Ortsbezirk gebildet.
Im Juli 2010 wurde der näher an Göttingen als am namensgebenden Ort Sarnau gelegene Bahnhof Sarnau zum Betriebsbahnhof umgewidmet. Dabei verschlechterte sich die Erschließung per Bahn erheblich, da sich der neue Haltepunkt Lahntal-Sarnau nicht mehr in Fußreichweite befindet.

### Verwaltungsgeschichte im Überblick
Die folgende Liste zeigt die Staaten und Verwaltungseinheiten, denen Göttingen angehört(e):
- vor 1567: Heiliges Römisches Reich, Landgrafschaft Hessen, Amt Wetter (Das Amt Wetter bestand aus den Orten Wetter, Amenau, Oberndorf, Treisbach, Niederasphe, Unterſimtshausen, Todenhausen, Melnau, Ober- und Niederrosphe, Niederwetter, Göttingen, Sterzhausen, Warzenbach und Sarnau)[8]
- ab 1567: Heiliges Römisches Reich, Landgrafschaft Hessen-Marburg, Amt Wetter[9]
- 1604–1648: Heiliges Römisches Reich, strittig zwischen Landgrafschaft Hessen-Darmstadt und Landgrafschaft Hessen-Kassel (Hessenkrieg), Amt Wetter
- ab 1648: Heiliges Römisches Reich, Landgrafschaft Hessen-Kassel, Amt Wetter
- ab 1806: Landgrafschaft Hessen-Kassel, Amt Wetter
- 1807–1813: Königreich Westphalen, Departement der Werra, Distrikt Marburg, Kanton Wetter
- ab 1815: Kurfürstentum Hessen, Amt Wetter[10]
- ab 1821: Kurfürstentum Hessen, Provinz Oberhessen, Kreis Marburg[11][Anm. 2]
- ab 1848: Kurfürstentum Hessen, Bezirk Marburg
- ab 1851: Kurfürstentum Hessen, Provinz Oberhessen, Kreis Marburg
- ab 1867: Königreich Preußen, Provinz Hessen-Nassau, Regierungsbezirk Kassel, Kreis Marburg
- ab 1871: Deutsches Reich,  Königreich Preußen, Provinz Hessen-Nassau, Regierungsbezirk Kassel, Kreis Marburg
- ab 1918: Deutsches Reich, Freistaat Preußen, Provinz Hessen-Nassau, Regierungsbezirk Kassel, Kreis Marburg
- ab 1944: Deutsches Reich, Freistaat Preußen, Provinz Kurhessen, Landkreis Marburg
- ab 1945: Amerikanische Besatzungszone, Groß-Hessen, Regierungsbezirk Kassel, Landkreis Marburg
- ab 1949: Bundesrepublik Deutschland, Land Hessen (seit 1946), Regierungsbezirk Kassel, Landkreis Marburg
- ab 1974: Bundesrepublik Deutschland, Hessen, Regierungsbezirk Kassel, Landkreis Marburg-Biedenkopf, Gemeinde Lahntal[Anm. 3]
- ab 1981: Bundesrepublik Deutschland, Hessen, Regierungsbezirk Gießen, Landkreis Marburg-Biedenkopf, Gemeinde Lahntal

### Gerichte seit 1821
Mit Edikt vom 29. Juni 1821 wurden in Kurhessen Verwaltung und Justiz getrennt. In Marburg wurde der Kreis Marburg für die Verwaltung eingerichtet und das Justizamt Wetter war als Gericht in erster Instanz für Göttingen zuständig. Nach der Annexion Kurhessens durch Preußen 1866 erfolgte am 1. September 1867 die Umbenennung des bisherigen Justizamtes in Amtsgericht Wetter. Auch mit dem Inkrafttreten des Gerichtsverfassungsgesetzes von 1879 blieb das Amtsgericht unter seinem Namen bestehen. Am 15. Juni 1943 wurde das Amtsgericht Wetter zur Zweigstelle des Amtsgerichts Marburg herabgestuft. Am 1. Juli 1946 wurde auch die Zweigstelle geschlossen. Der Bezirk des Amtsgerichts Wetter ging im Bezirk des Amtsgerichts Marburg auf.

## Bevölkerung

### Einwohnerstruktur 2011
Nach den Erhebungen des Zensus 2011 lebten am Stichtag dem 9. Mai 2011 in Göttingen 252 Einwohner. Darunter waren 6 (2,4 %) Ausländer.
Nach dem Lebensalter waren 45 Einwohner unter 18 Jahren, 99 zwischen 18 und 49, 63 zwischen 50 und 64 und 42 Einwohner waren älter. Die Einwohner lebten in 111 Haushalten. Davon waren 30 Singlehaushalte, 33 Paare ohne Kinder und 33 Paare mit Kindern, sowie 12 Alleinerziehende und 3 Wohngemeinschaften. In 18 Haushalten lebten ausschließlich Senioren und in 81 Haushaltungen lebten keine Senioren.

### Einwohnerentwicklung
| Quelle: Historisches Ortslexikon |                                                                                       |
| • 1502:                          | 4 Männer                                                                              |
| • 1577:                          | 8 Hausgesesse                                                                         |
| • 1630:                          | keine Erhebung wegen der Pest                                                         |
| • 1681:                          | 6 hausgesessene Mannschaften                                                          |
| • 1747:                          | 9 Haushalte                                                                           |
| • 1838:                          | Familien: 10 nutzungsberechtigte, 6 nicht nutzungsberechtigte Ortsbürger, 6 Beisassen |

| Göttingen: Einwohnerzahlen von 1784 bis 2022 | Göttingen: Einwohnerzahlen von 1784 bis 2022 | Göttingen: Einwohnerzahlen von 1784 bis 2022 | Göttingen: Einwohnerzahlen von 1784 bis 2022 | Göttingen: Einwohnerzahlen von 1784 bis 2022 |
| --- | -------------------------------------------- | -------------------------------------------- | -------------------------------------------- | -------------------------------------------- |
| Jahr |                                              |                                              |                                              | Einwohner                                    |
| 1784 | 1784                                         |                                              | 74                                           | 74                                           |
| 1800 | 1800                                         |                                              | ?                                            | ?                                            |
| 1834 | 1834                                         |                                              | 96                                           | 96                                           |
| 1840 | 1840                                         |                                              | 104                                          | 104                                          |
| 1846 | 1846                                         |                                              | 113                                          | 113                                          |
| 1852 | 1852                                         |                                              | 121                                          | 121                                          |
| 1858 | 1858                                         |                                              | 104                                          | 104                                          |
| 1864 | 1864                                         |                                              | 107                                          | 107                                          |
| 1871 | 1871                                         |                                              | 109                                          | 109                                          |
| 1875 | 1875                                         |                                              | 114                                          | 114                                          |
| 1885 | 1885                                         |                                              | 116                                          | 116                                          |
| 1895 | 1895                                         |                                              | 132                                          | 132                                          |
| 1905 | 1905                                         |                                              | 109                                          | 109                                          |
| 1910 | 1910                                         |                                              | 121                                          | 121                                          |
| 1925 | 1925                                         |                                              | 114                                          | 114                                          |
| 1939 | 1939                                         |                                              | 129                                          | 129                                          |
| 1946 | 1946                                         |                                              | 201                                          | 201                                          |
| 1950 | 1950                                         |                                              | 209                                          | 209                                          |
| 1956 | 1956                                         |                                              | 189                                          | 189                                          |
| 1961 | 1961                                         |                                              | 183                                          | 183                                          |
| 1967 | 1967                                         |                                              | 186                                          | 186                                          |
| 1980 | 1980                                         |                                              | ?                                            | ?                                            |
| 1990 | 1990                                         |                                              | ?                                            | ?                                            |
| 2000 | 2000                                         |                                              | ?                                            | ?                                            |
| 2011 | 2011                                         |                                              | 252                                          | 252                                          |
| 2014 | 2014                                         |                                              | 237                                          | 237                                          |
| 2022 | 2022                                         |                                              | 278                                          | 278                                          |
| Datenquelle: Historisches Gemeindeverzeichnis für Hessen: Die Bevölkerung der Gemeinden 1834 bis 1967. Wiesbaden: Hessisches Statistisches Landesamt, 1968. Weitere Quellen: LAGIS; Zensus 2011; Gemeinde Lahntal: 2014, 2022 |                                              |                                              |                                              |                                              |

### Historische Religionszugehörigkeit
| Quelle: Historisches Ortslexikon |                                                                    |
| • 1861:                          | 100 evangelisch-lutherische, 2 römisch-katholische Einwohner       |
| • 1885:                          | 116 evangelische (= 100,00 %) Einwohner                            |
| • 1961:                          | 153 evangelische (= 83,61 %), 28 katholische (= 15,30 %) Einwohner |

### Historische Erwerbstätigkeit
| Quelle: Historisches Ortslexikon | |
| • 1784:                          | Erwerbspersonen: ein Müller, ein Schmied, ein Schneider, zwei Wagner, ein Leineweber, ein Wirt, ein Schäfer, ein Tagelöhner         |
| • 1838:                          | Familien: 10 Ackerbau, 3 Gewerbe, 3 Tagelöhner.                                                                                     |
| • 1961:                          | Erwerbspersonen: 28 Land- und Forstwirtschaft, 26 Produzierendes Gewerbe, 16 Handel und Verkehr, 19 Dienstleistungen und Sonstiges. |

## Politik
Für Göttingen besteht ein Ortsbezirk mit Ortsbeirat und Ortsvorsteher nach der Hessischen Gemeindeordnung.
Der Ortsbeirat für den Ortsbezirk Göttingen besteht aus drei Mitgliedern. Die Wahlbeteiligung zur Wahl des Ortsbeirats bei der Kommunalwahl 2021 52,07 %. Alle Kandidaten gehörten der Liste „Bürgerlist“ an. Der Ortsbeirat wählte Holger Briel zum Ortsvorsteher.